# 高橋坦
高橋 坦（たかはし たん、1893年（明治26年）1月29日 - 1986年（昭和61年）1月8日）は、日本の陸軍軍人。最終階級は陸軍中将。

## 経歴
香川県出身。県会議員・高橋彜太郎の二男として生まれる。高松中学校（香川県立高松高等学校）卒、小学校代用教員を経て、1915年（大正4年）5月、陸軍士官学校（27期）を卒業。同年12月、砲兵少尉に任官し野砲兵第11連隊付となる。1917年（大正6年）11月、陸軍砲工学校普通科を卒業。1920年（大正9年）10月から1922年（大正11年）5月までシベリア出兵に従軍。1926年（大正15年）12月、陸軍大学校（38期）を卒業し山砲兵第11連隊中隊長に就任した。
1928年（昭和3年）3月、参謀本部付勤務となり、以後、参謀本部員、参謀本部付（支那研究員。北京、鄭州、上海駐在）、第9師団参謀、参謀本部員、参謀本部付（南京駐在）、支那公使館付武官補佐官（北平）、参謀本部員（支那班長）、欧米出張、参謀本部付などを務め、1938年（昭和13年）2月、中支那派遣軍参謀に発令され日中戦争に出征。同年3月、砲兵大佐に昇進。第13軍参謀、野砲兵第22連隊長を経て、1941年（昭和16年）3月、陸軍少将に進級し朝鮮軍参謀長に就任。
1942年（昭和17年）7月、南方軍軍政監部総務部長兼南方軍総参謀副長に発令され太平洋戦争に出征し軍政面を担当した。1944年（昭和19年）10月、北支那方面軍参謀長に転じ、同月、陸軍中将に進級し終戦を迎えた。
1946年（昭和21年）5月、戦犯容疑で拘留され、1948年（昭和23年）1月31日、公職追放仮指定を受け、同年4月、南京軍事法廷で無期禁固が宣告され服役し、1952年（昭和27年）8月、仮釈放となり帰国。同年9月から1980年（昭和55年）まで松平公益会常務理事を務めた。

## 著作
- 『回想録』私家版、1968年。

## 親族
- 弟 高橋満蔵（陸軍大佐）[1]
- 娘婿 藤田良（陸軍少佐）[1]